# Miti dei diluvi dell'antica Grecia
La mitologia greca descrive tre inondazioni, il diluvio di Ogigo, il diluvio di Deucalione e il diluvio di Dardano. Due delle età greche dell'uomo si conclusero con un diluvio: il diluvio ogigiano pose fine all'Età dell'argento e il diluvio di Deucalione terminò la prima età del bronzo. Oltre a queste inondazioni, la mitologia greca afferma che il mondo è stato periodicamente distrutto da un incendio (vedi Fetonte).

## Ogigo
Il diluvio ogigiano è così chiamato perché avvenne al tempo di Ogigo, un mitico re dell'Attica. Il nome Ogigo e Ogigiano è sinonimo di "primordiale" e "prima alba". Altri dicono che fosse il fondatore e re di Tebe. In molte tradizioni si dice che il diluvio ogigiano avesse coperto il mondo intero e fu così devastante che l'Attica rimase senza re fino al regno di Cecrope. 
Platone nelle sue Leggi, Libro III, sostiene che questo diluvio si era verificato diecimila anni prima dal suo tempo, in contrasto con solo "uno o duemila anni che erano trascorsi" dalla scoperta della musica e di altre invenzioni. Anche in Timeo (22) e in Crizia (111-112) descrive il "grande diluvio universale" come preceduto da 9.000 anni di storia prima del tempo di Solone, durante il X millennio a.C. Inoltre, i testi riferiscono che "molti grandi diluvi si erano verificati durante i novemila anni" da quando Atene e Atlantide erano preminenti.

## Deucalione
La leggenda di Deucalione raccontata dalla Biblioteca di Pseudo Apollodoro ha qualche somiglianza con altri miti del diluvio come l'Epopea di Gilgameš e la storia dell'Arca di Noè. Il Titano Prometeo consigliò a suo figlio Deucalione di costruire un'arca. Tutti gli altri uomini morirono tranne alcuni che fuggirono sulle alte montagne. Le montagne della Tessaglia furono separate e tutto il mondo al di là dell'istmo e del Peloponneso fu sopraffatto. Deucalione e sua moglie Pirra, dopo aver galleggiato nell'arca per nove giorni e nove notti, sbarcarono sul Parnaso. Una versione più antica della storia raccontata da Ellanico vede un'"arca" di Deucalione che sbarca sul monte Otri in Tessaglia. Un altro racconto la vede approdare su un picco, probabilmente Phouka, in Argolide, in seguito chiamato Nemea. Quando le piogge cessarono, fece sacrificio a Zeus. Quindi, su ordine di Zeus, lanciò delle pietre dietro di lui, che divennero uomini e le pietre lanciate da Pirra divennero donne. La Biblioteca dà questo come un'etimologia per il greco laos (λᾱός, "persone") come derivato da laas ("pietra"). I Megaresi raccontarono che Megaro, figlio di Zeus e di una ninfa Sithnid, sfuggì al diluvio di Deucalione nuotando fino alla cima del monte Gerania, guidato dalle grida delle gru.

### DallateogoniadellaBiblioteca
Secondo la Teogonia della Biblioteca, Prometeo plasmò gli uomini con l'acqua e la terra e diede loro il fuoco che, all'insaputa di Zeus, aveva nascosto in uno stelo di finocchio. Quando Zeus lo venne a sapere, ordinò a Efesto di inchiodare Prometeo al monte Caucaso, una montagna scita. Prometeo fu inchiodato alla montagna e tenuto legato per molti anni. Ogni giorno un'aquila piombava su di lui e divorava i lobi del suo fegato, che ricrescevano di notte. Questa fu la pena che Prometeo dovette espiare per il furto del fuoco fino a quando Eracle in seguito lo liberò.
Prometeo aveva un figlio, Deucalione, che regnava nelle regioni intorno a Fthia e sposò Pirra, la figlia di Epimeteo (il fratello di Prometeo) e Pandora (la prima donna foggiata dagli dei). Quando Zeus decise di distruggere gli uomini dell'età del bronzo, Deucalione, su consiglio di Prometeo, costruì un'arca. Dopo averla rifornita di provviste, vi si imbarcò con Pirra. Zeus, facendo piovere dal cielo, inondò la maggior parte della Grecia, così che tutti gli uomini furono distrutti, tranne alcuni che fuggirono sulle alte montagne nelle vicinanze mentre il Peloponneso veniva sopraffatto. Ma Deucalione, fluttuando nell'arca sul mare per nove giorni e altrettante notti, andò alla deriva approdando sul Parnaso, e lì, quando la pioggia cessò, approdò e fece un sacrificio a Zeus, il dio della Fuga. E Zeus gli mandò Hermes e gli permise di scegliere quello che voleva e scelse di ottenere degli uomini.
Su ordine di Zeus prese delle pietre e le gettò sopra la sua testa, e le pietre lanciate da Deucalione divennero uomini e quelle lanciate da Pirra divennero donne. Quindi le persone venivano chiamate metaforicamente persone (laos) da lasa, "una pietra". E Deucalione ebbe figli da Pirra, il primo Elleno, il cui padre alcuni dicono fosse Zeus, e il secondo Anfizione, che regnò sull'Attica dopo Cranao, e il terzo una figlia Protogonia, che divenne la madre di Etlio da Zeus. Elleno ebbe Doro, Xuto, ed Eolo da una ninfa orseide. Coloro che erano chiamati Greci vennero chiamati Elleni (Ἕλληνες) dal suo nome ed egli divise il paese tra i suoi figli. Xuto ricevette il Peloponneso e generò Acheo e Ione da Creusa, figlia di Eretteo, e da Acheo e Ione derivano i loro nomi. Doro ricevette il paese confinante col Peloponneso e i coloni vennero chiamati Dori dal suo nome.
Eolo regnava sulle regioni intorno alla Tessaglia e chiamò gli abitanti Eoli. Sposò Enarete, figlia di Deimaco, e generò sette figli, Creteo, Sisifo, Atamante, Salmoneo, Deione, Magnese, Periere e cinque figlie, Canace, Alcione, Pisidice, Calice e Perimede. Perimede ebbe Ippodama e Oreste da Acheloo, e Pisidice, Antifo e Actor da Mirmidone. Alcione sposò Ceyx (figlio di Eosforo), ed entrambi sono descritti da diverse fonti come trasformati in uccelli alcionici.

## Dardano
Questo ha la stessa trama di base. Secondo Dionigi di Alicarnasso, Dardano lasciò Feno in Arcadia per colonizzare una terra nel mar Egeo nord-orientale. Quando si verificò il diluvio di Dardano, la terra fu allagata e la montagna dove lui e la sua famiglia si rifugiarono formò l'isola di Samotracia. Lasciò Samotracia su una canoa per le rive opposte dell'Asia Minore e si stabilì sul monte Ida. Per paura di un'altra alluvione, si astennero dal costruire una città e vissero all'aperto per cinquant'anni. Suo nipote Troo alla fine si trasferì dagli altopiani verso una vasta pianura, su una collina che aveva molti fiumi che scendevano da Ida. Lì costruì una città, che fu chiamata Troia dal suo nome. Oggi chiamiamo l'area "i Dardanelli" (precedentemente nota come Ellesponto), uno stretto nella Turchia nord occidentale che collega il mar Egeo al mar di Marmara. Il nome deriva da Dardania, un'antica terra sulla sponda asiatica dello stretto che a sua volta prende il nome da Dardano, il mitico figlio di Zeus ed Elettra.